# Władysław Pniewski (nauczyciel)

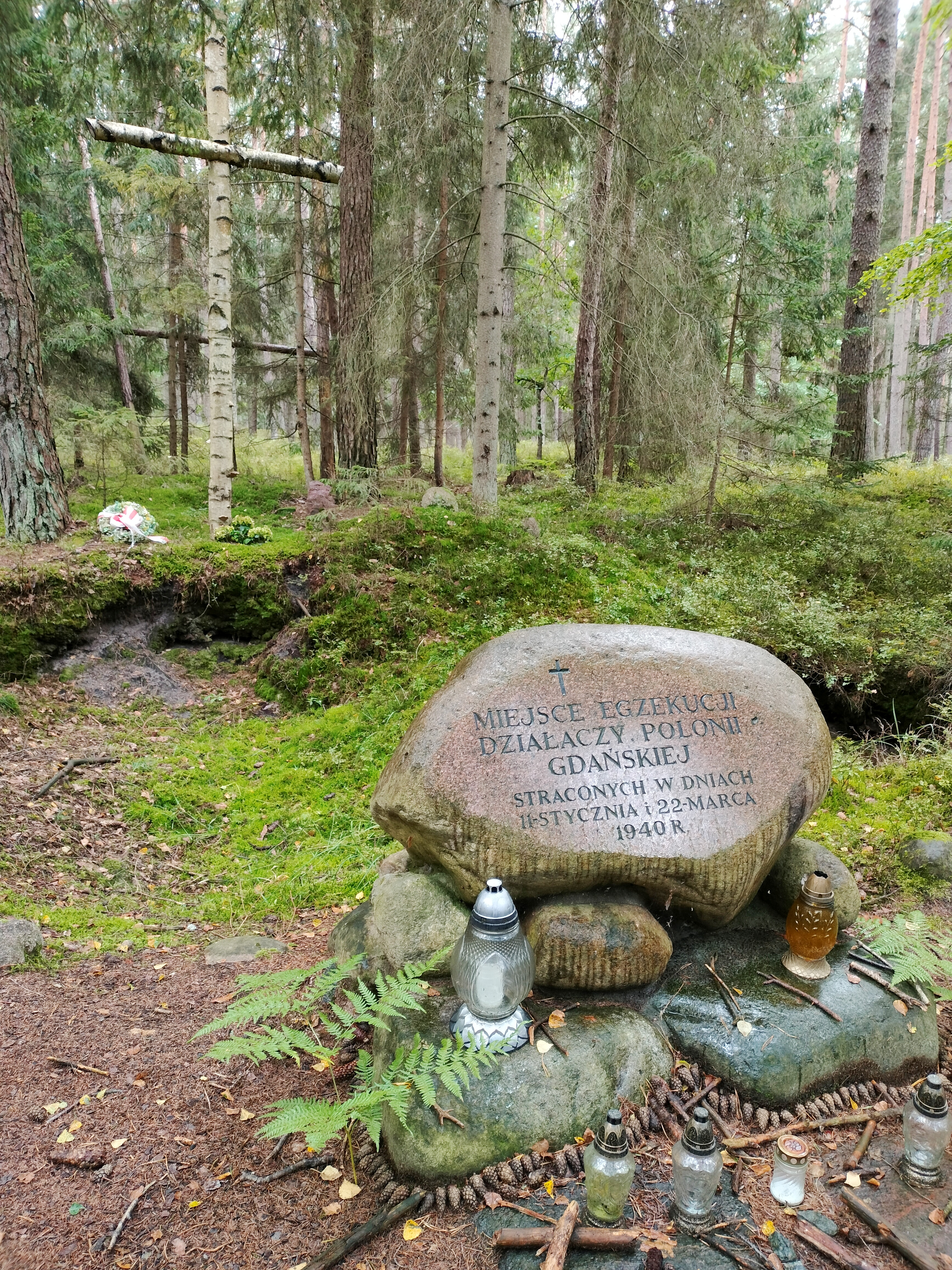
Sztutowo, miejsce egzekucji Władysława Pniewskiego

Władysław Pniewski (ur. 3 lutego 1893 w Gostyniu, zm. 22 marca 1940 w Stutthofie) – nauczyciel, publicysta, działacz oświatowy na Pomorzu Gdańskim i Kaszubach.

## Wykształcenie
- uczęszczał do gimnazjum w Ostrowie Wielkopolskim[1],
- w 1912 ukończył Gimnazjum św. Marii Magdaleny w Poznaniu,
- w latach 1913–1914 studiował filozofię i teologię na Uniwersytecie Jagiellońskim w Krakowie[2],
- w latach 1918–1920 studiował filozofię na Uniwersytecie Wrocławskim, a po pół roku przeniósł się na Uniwersytet Poznański, gdzie studiował filologię polską[3],
- w 1920 ukończył studia z prawem nauczania języka polskiego w szkołach średnich, propedeutyki filozofii w klasach wyższych oraz historii,
- w 1925 uzyskał tytuł doktora filozofii, na podstawie rozprawy „Narzecze wsi Zgorzelca”[4],
- w 1930 otrzymał tytuł profesora gimnazjum[2].

## Życiorys
Uczęszczał do klasycznego gimnazjum w Ostrowie Wielkopolskim oraz do gimnazjum Św. Marii Magdaleny w Poznaniu, które ukończył w 1912. Już jako uczeń gimnazjum organizował nielegalne tajne koła dokształcania i nauki języka polskiego. W 1913 złożył egzamin dojrzałości w Poznaniu i w tym samym roku rozpoczął studia na Uniwersytecie Jagiellońskim. W pierwszym semestrze studiował filozofię, a w drugim teologię. Po wybuchu I wojny światowej został wcielony do armii pruskiej i trafił na front wschodni. Po zakończeniu wojny wrócił na studia, najpierw do Wrocławia, a następnie do Poznania, które ukończył w 1920. W tym samym roku uzyskał uprawnienia do nauki w szkołach średnich i rozpoczął pracę jako nauczyciel. W latach 1920–1924 pracował w Gimnazjum im. Bergera w Poznaniu. W 1924 roku, Władysław Pniewski wystąpił do Ministerstwa Wyznań Religijnych i Oświecenia Publicznego, z prośbą o płatny urlop. W trakcie trwania urlopu objął posadę nauczyciela w Gimnazjum Polskim w Gdańsku. Podczas jego ponad 15 letniego pobytu w Gdańsku (do Gdańska przeprowadził się 19 kwietnia 1924), pracował jako nauczyciel oraz był aktywny na rzecz Polonii Gdańskiej:
- od 28 października 1924 pracował jako nauczyciel języka polskiego i łaciny w Gimnazjum Macierzy Szkolnej w Gdańsku, zorganizował tam bibliotekę która z czasem stała się największą polską biblioteką w Gdańsku (13 tys. tomów w 1938), a w 1930 zyskała miano publicznej,
- od 1 września 1929 pracował jako nauczyciel języka polskiego w Polskich Szkołach Handlowych Macierzy Szkolnej w Gdańsku[1],
- w latach 1927–1936 wiceprezes Towarzystwa Przyjaciół Nauki i Sztuki[4],
- działalność wydawnicza: „Rocznik Gdański”, „Studia Gdańskie”, gdzie opublikował ponad sto artykułów[2],
- w latach 1931–1934 redaktor kaszubskiego czasopisma „Gryf”, w dziale „Kroniki i recenzje”, wznowionego z jego inicjatywy,
- współpracował z Instytutem Bałtyckim oraz Związkiem Zachodnim,
- współpracownik Polskiego Słownika Biograficznego (biogram: Antoni Abraham, t. 1, 1935).

Poza nauczaniem, prowadził badania i prace naukowe które zaowocowały szeregiem publikacji związanych z historią i literaturą Pomorza Gdańskiego oraz zagadnień Kaszubsko-Pomorskich, między innymi: „Język polski w dawnych szkołach gdańskich”, „Ćwiczenia w poprawnej wymowie dla szkół pomorskich”, „Przegląd literatury kaszubskiej”, „Z ludowej literatury kaszubskiej”. Jest autorem monografii „Krzysztof Celestyn Mrongowiusz w okresie 1764–1855. Księga pamiątkowa”, Gdańsk 1933, „Język polski w dawnych szkołach gdańskich”, Gdańsk 1938, antologii „Morze polskie i Pomorze w Pieśni”, Gdańsk 1931. Prace z zakresu historii regionalnej: „Łużyce, przeszłość i teraźniejszość”, Gdańsk 1924, „Gdańsk w polskiej literaturze pięknej”, Gdańsk 1931.
Żonaty z Heleną z domu Rudnicką, miał dwie córki i syna: Julię, urodzoną 19 kwietnia 1924, Włodzisława, urodzonego w 1926, zmarłego w 1932, Eugenię Janinę Annę, urodzoną 11 listopada 1929. Nie skorzystał z możliwości wyjazdu tuż przed wybuchem II wojny światowej, został aresztowany w październiku 1939 i osadzony w obozie koncentracyjnym Stutthof. W dniu 22 marca 1940, wraz z 67 działaczami polonijnymi Wolnego Miasta Gdańska został rozstrzelany. Zbiorowa mogiła została odnaleziona w listopadzie 1946. Pogrzeb Władysława Pniewskiego odbył się w dniu 4 kwietnia 1947. Spoczął w Alei Zasłużonych na Cmentarzu Ofiar Hitleryzmu na gdańskiej Zaspie.

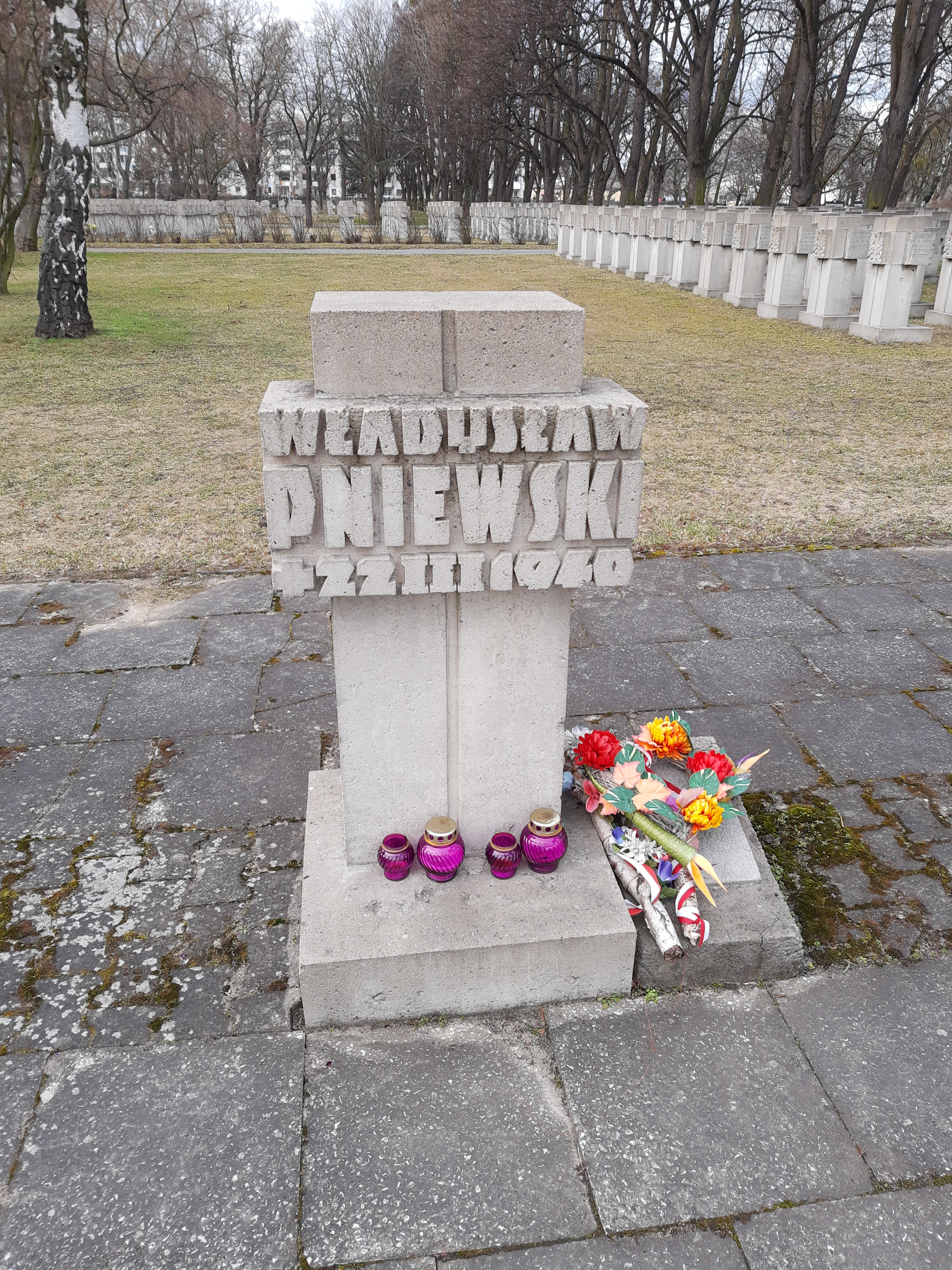
Grób Władysława Pniewskiego na Cmentarzu na Zaspie

## Odznaczenia
- Złoty Krzyż Zasługi w dziedzinie nauki[2],
- Srebrny Wawrzyn Akademicki (5 listopada 1935)[7],
- Medal Dziesięciolecia Odzyskanej Niepodległości[2],

## Upamiętnienie
W Gdańsku Wrzeszczu istnieje ulica Władysława Pniewskiego (przed wojną ulica Taubenweg). Jest on również patronem II Liceum Ogólnokształcącego w Gdańsku.
Ulica jego imienia znajduje się także w Poznaniu, w dzielnicy Stare Miasto - Piątkowo.